# Турово (Судогодский район)
Турово — деревня в Судогодском районе Владимирской области, входит в состав Головинского сельского поселения.

## География
Деревня расположена в 11 км на юго-восток от центра поселения посёлка Головино и в 24 км на юго-запад от райцентра города Судогда. 

## История
В конце XIX — начале XX века деревня входила в состав Авдотьинской волости Судогодского уезда, с 1926 года — в составе Александровской волости Владимирского уезда. В 1859 году в деревне числилось 15 дворов, в 1905 году — 17 дворов, в 1926 году — 18 хозяйств.
С 1929 года деревня входила с состав Сойменского сельсовета Судогодского района, с 1965 года — в составе Ильинского сельсовета,  с 2005 года — в составе Головинского сельского поселения.

## Население
| 1859 | 1905 | 1926 |
| ---- | ---- | ---- |
| 85   | 87   | 68   |

| 1859 | 1905 | 1926 | 2002 | 2010 | 2021 |
| ---- | ---- | ---- | ---- | ---- | ---- |
| 85   | ↗87  | ↘68  | ↘11  | ↘7   | ↘5   |